# Mikkelmuseum
Het Mikkelmuseum (Ests: Mikkeli muuseum) is een kunstmuseum in de Estse hoofdstad Tallinn. De collectie bestaat uit West-Europese, Chinese, Russische en Estse kunst van de 16e tot de 20e eeuw. Het museum is genoemd naar Johannes Mikkel, die in 1995 het grootste deel van zijn kunstverzameling aan het Kunstmuseum van Estland schonk. Het werd in 1997 geopend en is gehuisvest in het vroegere keukengebouw van paleis Kadriorg.
Een prominent onderdeel van de collectie bestaat uit porselein, afkomstig uit China en uit de fabrieken in Meissen, Sèvres, Sint-Petersburg (Keizerlijke Porseleinmanufactuur) en Kopenhagen (Royal Copenhagen). Daarnaast hangen er tekeningen van kunstenaars als Albrecht Dürer, Lucas Cranach de Oude, Rembrandt van Rijn, Adriaen van Ostade en Jacob van Ruisdael.